# Hulikatte, Kunigal
Hulikatte là một làng thuộc tehsil Kunigal, huyện Tumkur, bang Karnataka, Ấn Độ.